# Felix Hörberg
Felix Hörberg, né le 19 mai 1999 en Suède, est un footballeur suédois qui évolue au poste d'arrière droit au Trelleborgs FF.

## Biographie

### Trelleborgs FF
Felix Hörberg est formé au sein du club de Trelleborgs FF en Suède. Il fait ses débuts en professionnel le 9 février 2018, en Svenska Cupen, lors d'une défaite de son équipe par trois buts à zéro face à l'Östersunds FK. Le 25 février suivant, il marque son premier but en pro lors de cette même compétition face au Kalmar FF, toutefois son équipe s'incline (2-1). 
Le 23 mars 2018, juste avant le début de la saison 2018, Hörberg signe son premier contrat professionnel avec le Trelleborgs FF. Le 1er avril 2018, il joue son premier match au sein du championnat suédois contre l'IFK Göteborg. Son équipe perd cette rencontre (1-3). Il inscrit son premier but en Allsvenskan le jour de ses 19 ans, le 19 mai 2018, lors d'un match nul (1-1) contre l'IK Sirius. Son équipe étant reléguée à l'issue de la saison, il joue l'année suivante en Superettan.

### Östersunds FK
Alors qu'il est courtisé par plusieurs clubs comme l'AIK Solna Felix Hörberg s'engage 14 août 2019 en faveur de l'Östersunds FK pour trois ans et demi.

### Retour au Trelleborgs FF
Le 31 juillet 2022, Felix Hörberg fait son retour au Trelleborgs FF. Il signe un contrat courant jusqu'en décembre 2025.

### En sélection
Le 9 octobre 2020, Felix Hörberg joue son premier match avec l'équipe de Suède espoirs, contre le Luxembourg. Il entre en jeu à la place de Eric Kahl et son équipe s'impose largement par quatre buts à zéro,. 